# GSC4761-598
GSC4761-598 — хімічно пекулярна зоря спектрального класу A4, що має видиму зоряну величину в смузі V приблизно 10,3.